# Autotransplante
O autotransplante (em grego, auto = próprio) é o transplante de órgãos, tecidos ou até mesmo proteínas particulares de uma parte do corpo para outra no mesmo indivíduo.
O tecido transplantado por tal procedimento é chamado de autoenxerto ou autotransplante.
É contrastado com alotransplante (de outro indivíduo da mesma espécie), transplante singenético (tecidos transplantados entre dois indivíduos geneticamente idênticos da mesma espécie) e xenotransplante (de outras espécies).
Um exemplo comum é a remoção de um pedaço de osso (geralmente do quadril) e sua moagem em uma pasta para a reconstrução de outro osso.

## Transfusão de sangue autóloga
Na termologia do banco de sangue, a transfusão de sangue autóloga refere-se a uma transfusão de sangue, geralmente para uma cirurgia programada, do individuo para si próprio.
Tais pacientes são comumente chamados de "autos" pelo profissionais do banco de sangue, este procedimento é uma forma mais ampla de se referir a autotransfusão (sendo a outra a recuperação intraoperatória de sangue).
Algumas vantagens da transfusão de sangue autóloga são:
- O tipo sanguíneo sempre coincidirá, mesmo se for um tipo sanguíneo raro, e não haverá problemas com o antígeno.
- Se somente sangue autólogo for usado durante a cirurgia, o risco de exposição a doenças infecciosas, como hepatite ou HIV, é inexistente.
- O risco de reações alérgicas é reduzido.

As desvantagens são:
- Maior custo devido ao processamento individualizado, e manutenção de registros e gerenciamento.
- Na maioria dos casos, o sangue é descartado se não for usado ao invés de ser depositado no banco de sangue.
- Concluiu-se que a transfusão autóloga era a causa de um pior índice de sobrevivência em pacientes que passaram pela cirurgia de remoção do câncer colorretal.[1]

O sangue autólogo não é rotineiramente testado para marcadores de doenças infecciosas, contra o HIV. Nos Estados Unidos, o sangue autólogo é testado apenas se for coletado em um local e enviado para outro.
Há também o risco de que, em uma emergência ou se for necessário mais sangue do que a retirada antecipada, o paciente ainda possa estar exposto a sangue de doadores em vez do seu próprio sangue. A doação autóloga também não é adequada para pacientes que são medicamente incapazes ou aconselhados a não administrar sangue, como pacientes cardíacos ou crianças pequenas e bebês.

## Autoenxerto ósseo

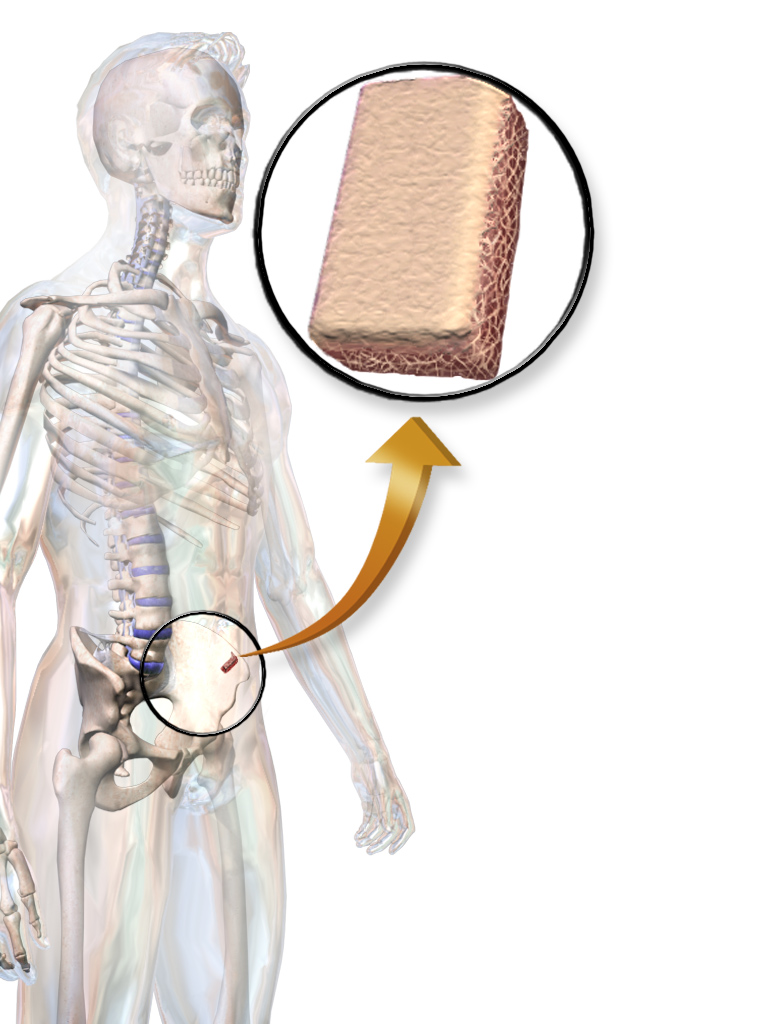
Ilustração representando o autoenxerto ósseo.

Na medicina ortopédica, o enxerto ósseo pode ser proveniente do próprio osso do paciente, com o objetivo de preencher o espaço e produzir uma resposta osteogênica em um defeito ósseo. No entanto, devido à morbidade do local doador associado ao autoenxerto, outros métodos, como aloenxerto ósseo e proteínas morfogenéticas ósseas e materiais de enxerto sintético, são frequentemente usados como alternativas. Os autoenxertos há muito tempo são considerados o "padrão de ouro" em cirurgia oral e implantodontia, pois oferecem os melhores resultados de regeneração. Ultimamente, a introdução de substitutos de enxerto ósseo melhorados por morfogenia mostrou taxas de sucesso e qualidade de regeneração similares; no entanto, seu preço ainda é muito alto.